# Isaías Violante
Isaías Violante Romero (ur. 20 października 2003 w Veracruz) – meksykański piłkarz występujący na pozycji skrzydłowego, od 2020 roku zawodnik Toluki.